# Chebarkul'sky (huyện)
Huyện Chebarkul'sky (tiếng Nga: ? райо́н) là một huyện hành chính tự quản (raion), của Tỉnh Chelyabinsk, Nga. Huyện có diện tích 2929 km², dân số thời điểm ngày 1 tháng 1 năm 2000 là 31900 người. Trung tâm của huyện đóng ở Chebarkul'.